# Французький революційний календар
Францу́зький революці́йний календа́р — календар, що був запроваджений у Франції в 1793 з початком революційної ери. Був скасований Наполеоном I в 1806. В 1871 був знову ненадовго впроваджений Паризькою комуною.
Початок року за цим календарем припадав на день осіннього рівнодення (теж щоразу змінювався). У 1793 (перший рік за новим календарем) осіннє рівнодення припало на 22 вересня — саме в цей день було проголошено Французьку республіку.
Кожен рік поділявся на дванадцять місяців по 30 днів. Місяць складався з трьох декад по десять днів, останній день декади — вихідний для державних службовців. Наприкінці року залишалися ще п'ять, або у високосному році шість днів, що не входили до жодного місяця. Ці дні мали особливі назви та вважалися святковими.

## Місяці
Місяці революційного календаря:
- Осінь
  - Вандем'єр (фр. vendémiaire) з 22 вересня по 21 жовтня — місяць збору винограду,
  - Брюмер (фр. brumaire) з 22 жовтня по 20 листопада — місяць туманів,
  - Фример (фр. frimaire) з 21 листопада по 20 грудня — місяць приморозків;
- Зима
  - Нівоз (фр. nivôse) з 21 грудня по 19 січня — місяць снігу,
  - Плювіоз (фр. pluviôse) з 20 січня по 18 лютого — місяць дощу,
  - Вантоз (фр. ventôse) з 19 лютого по 20 березня — місяць вітру;
- Весна
  - Жерміналь (фр. germinal) з 21 березня по 19 квітня — місяць паростків,
  - Флореаль (фр. floréal) з 20 квітня по 19 травня — місяць квітів,
  - Преріаль (фр. prairial) з 20 травня по 18 червня — місяць трави;
- Літо
  - Месидор (фр. messidor) з 19 червня по 18 липня — місяць збору врожаю,
  - Термідор (фр. thermidor) з 19 липня по 17 серпня — місяць спеки,
  - Фрюктидор (фр. fructidor) з 18 серпня по 16 вересня — місяць плодів.